# Rock Island Mysteries
Rock Island Mysteries (Os Mistérios de Rock Island no Brasil) é uma série de televisão de comédia australiana para crianças e adolescentes, que estreou em 10 Shake em 2 de maio de 2022 e na Nickelodeon Australia no dia seguinte. Segue as aventuras de Taylor, de 14 anos, e seus amigos que exploram os segredos da bela e misteriosa Rock Island. Taylor está fascinada com o desaparecimento de seu tio Charlie e está determinada a descobrir o que aconteceu com ele, enquanto o grupo enfrenta um novo mistério a cada episódio.
No Brasil, a série estreou em 6 de agosto de 2022 na Nickelodeon Brasil.

## Produção
A série de 20 episódios foi filmada na Gold Coast e Port Douglas, Queensland em 2021 e é uma produção da Fremantle Australia para a Network 10 e a Nickelodeon International.
A série foi criada por Matthew Cooke, Vincent Lund e Michael Ford. Foi escrito pelo produtor de roteiro Stephen Vagg, com os escritores Sam Carroll, Alix Beane, David Hannam, Marisa Nathar, Natesha Somasundaram, Trent Roberts, Jessica Brookman e Hannah Samuel.
Em outubro de 2022, a Network 10 e a Nickelodeon anunciaram que a série havia sido renovado para uma segunda temporada, com estreia marcada para 25 de setembro de 2023 na Nickelodeon Australia (anteriormente denominada 10 Shake).
Em 6 de maio de 2024, a série foi renovada para terceira temporada, que estreou em 23 de novembro de 2024. A série também está disponível para transmissão no Paramount+ na Austrália, com episódios lançados após a exibição da temporada.

## Elenco
| Ator / Voz original  | Dublador(a)       | Personagem                       |
| -------------------- | ----------------- | -------------------------------- |
| Alexa Curtis         | Michelle Giudice  | Taylor Young                     |
| Noah Akhigbe         | Renato Cavalcanti | Nori Harlow                      |
| Inessa Tan           | Bianca Alencar    | Meesha Rai                       |
| Ryan Yeates          | Lipe Volpato      | Ellis Grouch                     |
| Izellah Connelly     | Giulia de Brito   | Lila Gray, a meia-irmã de Taylor |
| Kimberley Joseph     |                   | Emily Young, mãe de taylor       |
| Craig Horner         |                   | Sunny Gray, padrasto de Taylor   |
| Monette Lee          |                   | Gillian Rai                      |
| Annabelle Stephenson |                   | Racquel Newman                   |
| Lucas Linehan        |                   | Tio Charlie                      |

|                     | Brasil                                                 |
| ------------------- | ------------------------------------------------------ |
| Direção de dublagem | Vanessa Alves                                          |
| Tradução            | Deisy Cristina Palhano                                 |
| Estúdio de dublagem | Dublavídeo                                             |
| Mídia               | TV paga (Nickelodeon), Amazon Prime Video e Paramount+ |

## Episódios
| Resumo | Resumo | Episódios | Episódios | Originalmente exibido  | Originalmente exibido  | Transmissão lusófona    | Transmissão lusófona   |
| Resumo | Resumo | Episódios | Episódios | Estreia da temporada   | Final da temporada     | Estreia da temporada () | Final da temporada ()  |
| ------ | ------ | --------- | --------- | ---------------------- | ---------------------- | ----------------------- | ---------------------- |
|        | 1      | 20        | 20        | 2 de maio de 2022      | 27 de maio de 2022     | 6 de agosto de 2022     | 17 de dezembro de 2022 |
|        | 2      | 20        | 20        | 25 de setembro de 2023 | 25 de outubro de 2023  | 4 de dezembro de 2023   | 29 de dezembro de 2023 |
|        | 3      | 20        | 20        | 23 de novembro de 2024 | 22 de dezembro de 2024 | 3 de março de 2025      | 28 de março de 2025    |

### 1ª Temporada (2022)
| N.º na série | N.º na temp. | Título                                                                     | Dirigido por         | Escrito por                             | Exibição original  | Exibição do Brasil     | Audiência (milhões) |
| --- | ------------ | -------------------------------------------------------------------------- | -------------------- | --------------------------------------- | ------------------ | ---------------------- | ------------------- |
| 1 | 1            | "Feliz aniversário, Taylor! (BR)" "Happy Birthday, Taylor!"                | Tenika Smith         | Alix Beane                              | 2 de maio de 2022  | 6 de agosto de 2022    | ASA                 |
| No seu 14º aniversário, Taylor Young recebe um baú misterioso de um tio desaparecido há cinco anos. |              |                                                                            |                      |                                         |                    |                        |                     |
| 2 | 2            | "Rainha das Bermudas (BR)" "Bermuda Queen"                                 | Tenika Smith         | Sam Carroll                             | 3 de maio de 2022  | 13 de agosto de 2022   | ASA                 |
| Um símbolo leva Taylor e seus amigos a uma jornada por Rock Island para encontrar o avião perdido do tio Charlie. O que eles não percebem é que estão sendo seguidos por alguém.                              |              |                                                                            |                      |                                         |                    |                        |                     |
| 3 | 3            | "Alguma Coisa na Água (BR)" "Something in the Water"                       | Evan Clarry          | Alix Beane                              | 4 de maio de 2022  | 20 de agosto de 2022   | ASA                 |
| Taylor e seus amigos conhecem Faraz, um velho amigo do tio Charlie, que descobriu a Fonte da Juventude. O grupo tenta descobrir se ele está relacionado com o misterioso desaparecimento de Charlie.          |              |                                                                            |                      |                                         |                    |                        |                     |
| 4 | 4            | "Quem é Aquela Garota (BR)" "Who's That Girl"                              | Evan Clarry          | David Hannam                            | 5 de maio de 2022  | 27 de agosto de 2022   | ASA                 |
| Taylor ajuda uma adolescente que chega à praia alegando que não tem memória, levando ele e seus amigos em uma missão para descobrir a verdadeira identidade da garota antes que qualquer outra pessoa.        |              |                                                                            |                      |                                         |                    |                        |                     |
| 5 | 5            | "Pedido de Socorro (BR)" "Distress Call"                                   | Tenika Smith         | Alix Beane                              | 6 de maio de 2022  | 3 de setembro de 2022  | ASA                 |
| Taylor e seus amigos recebem uma mensagem misteriosa após uma aurora rosa aparecer em Rock Island. À medida que começam a investigar a estranha ocorrência, percebem que a mensagem veio de seus futuros eus. |              |                                                                            |                      |                                         |                    |                        |                     |
| 6 | 6            | "O Conto das Duas Taylors (BR)" "A Tale of Two Taylors"                    | Jovita O’Shaughnessy | Trent Roberts                           | 9 de maio de 2022  | 10 de setembro de 2022 | ASA                 |
| A turma inadvertidamente cria um clone travesso da Taylor. Nori, Meesha e Lila saem com o clone em uma perseguição, e cabe a Ellis e Taylor descobrir como reverter o processo.                               |              |                                                                            |                      |                                         |                    |                        |                     |
| 7 | 7            | "A Sombra (BR)" "The Shadow"                                               | Jovita O’Shaughnessy | Natesha Somasundaram & Jessica Brookman | 10 de maio de 2022 | 17 de setembro de 2022 | ASA                 |
| Um meteorito cai na mata, e Taylor acidentalmente o toca. A sombra dela se solta e leva o pessoal para a secreta Seção Sul do Instituto.                                                                      |              |                                                                            |                      |                                         |                    |                        |                     |
| 8 | 8            | "Jonah Furacão (BR)" "Hurricane Jonah"                                     | Tenika Smith         | Trent Roberts                           | 11 de maio de 2022 | 24 de setembro de 2022 | ASA                 |
| Um furacão maluco impossibilita o jogo de críquete da ilha e leva para longe o diário do tio Charlie; Taylor, Nori e Ellis saem em busca dele.                                                                |              |                                                                            |                      |                                         |                    |                        |                     |
| 9 | 9            | "Mensagem em uma Garrafa (BR)" "Text Message in a Bottle"                  | Tenika Smith         | David Hannam                            | 12 de maio de 2022 | 1 de outubro de 2022   | ASA                 |
| Taylor encontra um celular antigo no oceano que contém uma mensagem que o leva a uma ilha. |              |                                                                            |                      |                                         |                    |                        |                     |
| 10 | 10           | "A Concha do Mar (BR)" "Sea Shell"                                         | Tenika Smith         | Jessica Brookman                        | 13 de maio de 2022 | 8 de outubro de 2022   | ASA                 |
| Em uma ilha vulcânica que foi recentemente aberta ao público, a turma encontra uma concha falante que os encoraja a realizar suas fantasias.                                                                  |              |                                                                            |                      |                                         |                    |                        |                     |
| 11 | 11           | "O Mapa do Tesouro (BR)" "Treasure Map"                                    | Tenika Smith         | Hannah Samuel                           | 16 de maio de 2022 | 15 de outubro de 2022  | ASA                 |
| Taylor conhece um garimpeiro com metade de um mapa do tesouro de Rock Island; tio Charlie uma vez avisou Taylor que o tesouro deveria ser mantido em Rock Island.                                             |              |                                                                            |                      |                                         |                    |                        |                     |
| 12 | 12           | "O Sonho da Taylor (BR)" "Taylor's Dream"                                  | Jovita O'Shaughnessy | Sam Carroll                             | 17 de maio de 2022 | 22 de outubro de 2022  | ASA                 |
| O grupo sai de uma caverna e está em uma realidade alternativa, onde tio Charlie nunca desapareceu. |              |                                                                            |                      |                                         |                    |                        |                     |
| 13 | 13           | "Um Encontro com a Atlântida (BR)" "A Date with Atlantis"                  | Evan Clarry          | Alix Beane                              | 18 de maio de 2022 | 29 de outubro de 2022  | ASA                 |
| Um tremor na praia de Rock Island revela um portal para a civilização perdida de Atlântida. |              |                                                                            |                      |                                         |                    |                        |                     |
| 14 | 14           | "O Mistério do Mistério Esquecido (BR)" "Mystery of the Forgotten Mystery" | Jovita O'Shaughnessy | Marisa Nathar                           | 19 de maio de 2022 | 5 de novembro de 2022  | ASA                 |
| Taylor e seus amigos precisam salvar a ilha de um pedaço de vidro que está varrendo as memórias. |              |                                                                            |                      |                                         |                    |                        |                     |
| 15 | 15           | "Um Mistério dos Youngs (BR)" "A Young Mystery"                            | Jovita O'Shaughnessy | Marisa Nathar                           | 20 de maio de 2022 | 12 de novembro de 2022 | ASA                 |
| As versões adolescentes da mãe de Taylor e do tio Charlie se materializam na casa de Taylor e a galera precisa descobrir como reverter o fenômeno.                                                            |              |                                                                            |                      |                                         |                    |                        |                     |
| 16 | 16           | "O Dia do Polvo (BR)" "Day of the Octopus"                                 | Tenika Smith         | Marisa Nathar                           | 23 de maio de 2022 | 19 de novembro de 2022 | ASA                 |
| É o Festival do Polvo de Rock Island, mas não há nenhum polvo à vista. |              |                                                                            |                      |                                         |                    |                        |                     |
| 17 | 17           | "Planta Fedorenta (BR)" "Pong Plant"                                       | Evan Clarry          | Marisa Nathar                           | 24 de maio de 2022 | 26 de novembro de 2022 | ASA                 |
| Taylor e seus amigos devem achar uma forma de proteger uma planta muito rara e muito fedorenta das garras de um malvado bilionário da tecnologia.                                                             |              |                                                                            |                      |                                         |                    |                        |                     |
| 18 | 18           | "Troca de Cérebros (BR)" "Brain Swap"                                      | Tenika Smith         | Trent Roberts                           | 25 de maio de 2022 | 3 de dezembro de 2022  | ASA                 |
| Ellis e Taylor descobrem um misterioso symbex que faz com que eles troquem de cérebro. |              |                                                                            |                      |                                         |                    |                        |                     |
| 19 | 19           | "Luzes no Céu (BR)" "Lights in the Sky"                                    | Evan Clarry          | Natesha Somasundaram                    | 26 de maio de 2022 | 10 de dezembro de 2022 | ASA                 |
| A aparição de luzes misteriosas no céu faz com que a avó de Meesha, Gillian, desapareça na mata. |              |                                                                            |                      |                                         |                    |                        |                     |
| 20 | 20           | "Um Adeus Insesperado (BR)" "The Mystery of Raquel"                        | Tenika Smith         | Jessica Brookman                        | 27 de maio de 2022 | 17 de dezembro de 2022 | ASA                 |
| O Instituto vai fechar e Taylor e Lila vão deixar Rock Island. |              |                                                                            |                      |                                         |                    |                        |                     |

### 2ª Temporada (2023)
| N.º na série | N.º na temp. | Título                                      | Dirigido por         | Escrito por      | Exibição original      | Exibição do Brasil     | Audiência (milhões) |
| ------------ | ------------ | ------------------------------------------- | -------------------- | ---------------- | ---------------------- | ---------------------- | ------------------- |
| 21           | 1            | "ASA" "The Cave to Everywhere, Part One"    | Evan Clarry          | Alix Beane       | 25 de setembro de 2023 | 4 de dezembro de 2023  | ASA                 |
| 22           | 2            | "ASA" "The Cave to Everywhere, Part Two"    | Evan Clarry          | Alix Beane       | 25 de setembro de 2023 | 5 de dezembro de 2023  | ASA                 |
| 23           | 3            | "ASA" "The Message"                         | Jovita O'Shaughnessy | Jessica Brookman | 26 de setembro de 2023 | 6 de dezembro de 2023  | ASA                 |
| 24           | 4            | "ASA" "A Photo from the Past"               | Jovita O'Shaughnessy | Jessica Brookman | 27 de setembro de 2023 | 7 de dezembro de 2023  | ASA                 |
| 25           | 5            | "ASA" "Something Else in the Water"         | Jovita O'Shaughnessy | Marisa Nathar    | 28 de setembro de 2023 | 8 de dezembro de 2023  | ASA                 |
| 26           | 6            | "ASA" "Dream A Little Dream"                | Jovita O'Shaughnessy | Trent Roberts    | 2 de outubro de 2023   | 11 de dezembro de 2023 | ASA                 |
| 27           | 7            | "ASA" "Lucky Charm"                         | Jovita O'Shaughnessy | Matthew Bon      | 3 de outubro de 2023   | 12 de dezembro de 2023 | ASA                 |
| 28           | 8            | "ASA" "New Friends"                         | Grant Brown          | Trent Roberts    | 4 de outubro de 2023   | 13 de dezembro de 2023 | ASA                 |
| 29           | 9            | "ASA" "The Dig"                             | Grant Brown          | Trent Roberts    | 5 de outubro de 2023   | 14 de dezembro de 2023 | ASA                 |
| 30           | 10           | "ASA" "The Day Uncle Charlie Went Missing"  | Grant Brown          | Chloe Wong       | 9 de outubro de 2023   | 15 de dezembro de 2023 | ASA                 |
| 31           | 11           | "ASA" "Return to the Hidden Valley"         | Grant Brown          | Rachel Laverty   | 10 de outubro de 2023  | 18 de dezembro de 2023 | ASA                 |
| 32           | 12           | "ASA" "Secrets in the Ice"                  | Grant Brown          | Dave Cartel      | 11 de outubro de 2023  | 19 de dezembro de 2023 | ASA                 |
| 33           | 13           | "ASA" "Mystery Hunter"                      | Evan Clarry          | Jessica Brookman | 12 de outubro de 2023  | 20 de dezembro de 2023 | ASA                 |
| 34           | 14           | "ASA" "Frozen in Time"                      | Jovita O'Shaughnessy | Marisa Nathar    | 16 de outubro de 2023  | 21 de dezembro de 2023 | ASA                 |
| 35           | 15           | "ASA" "Runaway Groom"                       | Jovita O'Shaughnessy | Dave Cartel      | 17 de outubro de 2023  | 22 de dezembro de 2023 | ASA                 |
| 36           | 16           | "ASA" "The Two Charlies"                    | Jovita O'Shaughnessy | Rachel Laverty   | 18 de outubro de 2023  | 25 de dezembro de 2023 | ASA                 |
| 37           | 17           | "ASA" "Journey to the Bottom of the Island" | Jovita O'Shaughnessy | Matthew Bon      | 19 de outubro de 2023  | 26 de dezembro de 2023 | ASA                 |
| 38           | 18           | "ASA" "Too Much Information"                | Evan Clarry          | Trent Roberts    | 23 de outubro de 2023  | 27 de dezembro de 2023 | ASA                 |
| 39           | 19           | "ASA" "This Is Not a Drill"                 | Evan Clarry          | Alix Beane       | 24 de outubro de 2023  | 28 de dezembro de 2023 | ASA                 |
| 40           | 20           | "ASA" "The Energy Source"                   | Evan Clarry          | Jessica Brookman | 25 de outubro de 2023  | 29 de dezembro de 2023 | ASA                 |

### 3ª Temporada (2024)
| N.º na série | N.º na temp. | Título                                                                    | Dirigido por         | Escrito por         | Exibição original      | Exibição do Brasil  | Audiência (milhões) |
| ------------ | ------------ | ------------------------------------------------------------------------- | -------------------- | ------------------- | ---------------------- | ------------------- | ------------------- |
| 41           | 1            | "Bem-Vinda de Volta, Taylor (BR)" "Welcome Back Taylor"                   | Evan Clarry          | Alix Beane          | 23 de novembro de 2024 | 3 de março de 2025  | ASA                 |
| 42           | 2            | "Um Eco Deve Voltar (BR)" "An Echo Must Return"                           | Craig Irvin          | Rachel Laverty      | 23 de novembro de 2024 | 4 de março de 2025  | ASA                 |
| 43           | 3            | "A Cripta Escondida (BR)" "The Hidden Crypt"                              | Craig Irvin          | Rachel Laverty      | 24 de novembro de 2024 | 5 de março de 2025  | ASA                 |
| 44           | 4            | "A Pedra do Solstício (BR)" "Solstice Stone"                              | Jovita O'Shaughnessy | Jessica Brookman    | 24 de novembro de 2024 | 6 de março de 2025  | ASA                 |
| 45           | 5            | "O Quadro (BR)" "The Portrait"                                            | Harry Lloyd          | Trent Roberts       | 30 de novembro de 2024 | 7 de março de 2025  | ASA                 |
| 46           | 6            | "Os Opostos se Atraem (BR)" "Opposites Attract"                           | Harry Lloyd          | Gemma Bird Matheson | 30 de novembro de 2024 | 10 de março de 2025 | ASA                 |
| 47           | 7            | "Taylor Artificial (BR)" "Artificial Taylor"                              | Harry Lloyd          | Nicky Arnall        | 1 de dezembro de 2024  | 11 de março de 2025 | ASA                 |
| 48           | 8            | "Sonâmbula (BR)" "Sleepwalker"                                            | Harry Lloyd          | Matthew Bon         | 1 de dezembro de 2024  | 12 de março de 2025 | ASA                 |
| 49           | 9            | "Ouvintes da Lila (BR)" "Lila's Listeners"                                | Leticia Cáceres      | Marisa Nathar       | 7 de dezembro de 2024  | 13 de março de 2024 | ASA                 |
| 50           | 10           | "A Verdade Escondida (BR)" "The Truth Below"                              | Harry Lloyd          | Alix Beane          | 7 de dezembro de 2024  | 14 de março de 2025 | ASA                 |
| 51           | 11           | "Ellis Versus Ellis (BR)" "Ellis vs. Ellis"                               | Leticia Cáceres      | Trent Roberts       | 8 de dezembro de 2024  | 17 de março de 2025 | ASA                 |
| 52           | 12           | "Está Eletrizado (BR)" "It's Electric"                                    | Evan Clarry          | Nicky Arnall        | 8 de dezembro de 2024  | 18 de março de 2025 | ASA                 |
| 53           | 13           | "Quem É Quem (BR)" "Who's Who"                                            | Evan Clarry          | Matthew Bon         | 14 de dezembro de 2024 | 19 de março de 2025 | ASA                 |
| 54           | 14           | "Problemas Minúsculos (BR)" "Tiny Troubles"                               | Leticia Cáceres      | Rachel Laverty      | 14 de dezembro de 2024 | 20 de março de 2025 | ASA                 |
| 55           | 15           | "Cristalizados (BR)" "Crystallised"                                       | Evan Clarry          | Trent Roberts       | 15 de dezembro de 2024 | 21 de março de 2025 | ASA                 |
| 56           | 16           | "Reflexões (BR)" "Reflections"                                            | Leticia Cáceres      | Holly Alexander     | 15 de dezembro de 2024 | 24 de março de 2025 | ASA                 |
| 57           | 17           | "Capturar um Fantasma (BR)" "To Catch a Ghost"                            | Evan Clarry          | Holly Alexander     | 21 de dezembro de 2024 | 25 de março de 2025 | ASA                 |
| 58           | 18           | "A Árvore Chorona (BR)" "The Weeping Tree"                                | Leticia Cáceres      | Holly Alexander     | 21 de dezembro de 2024 | 26 de março de 2025 | ASA                 |
| 59           | 19           | "Voltando para Casa (BR)" "Homecoming, Part One"                          | Evan Clarry          | Alix Beane          | 22 de dezembro de 2024 | 27 de março de 2025 | ASA                 |
| 60           | 20           | "Aquele Pressentimento (BR)" "Homecoming, Part Two: That Sinking Feeling" | Evan Clarry          | Alix Beane          | 22 de dezembro de 2024 | 28 de março de 2025 | ASA                 |